# Middletown (contea di Dauphin, Pennsylvania)
Middletown è un comune (borough) degli Stati Uniti d'America, situato nello stato della Pennsylvania, nella contea di Dauphin.